# Doux Jésus
Pour plus de détails, voir Fiche technique et Distribution.
Doux Jésus est un film français réalisé par Frédéric Quiring et sorti en 2025.

## Synopsis
Sœur Lucie est religieuse dans un couvent austère depuis une vingtaine d'années. À l'occasion de la sortie bisannuelle des sœurs pour aller chez le médecin, Sœur Lucie monte dans le premier bus venu pour prendre la fuite et commence à vivre "la vraie vie" dans ce monde moderne dont elle n'a pas connu l'évolution depuis vingt ans.

## Fiche technique
Sauf indication contraire, les informations mentionnées dans cette section peuvent être confirmées par les bases de données cinématographiques IMDb et Allociné,  présentes dans la section « Liens externes ».
- Titre original : Doux Jésus
- Réalisation et scénario : Frédéric Quiring, d'après une idée de Sophia Aram, Benoît Cambillard et Frédéric Quiring
- Photographie : Christian Abomnes
- Musique : Matei Bratescot
- Décors : Ninon de la Hosseraye
- Costumes : Charlotte Betaillole
- Son : Madone Charpail
- Montage : Olivier Michaut-Alchourroun
- Producteur : Olivier P. Kahn
- Sociétés de production : Les films du 24
  - Coproduction : Canal + et TF1 Films Production
- Société de distribution : UGC Distribution ( France)
- Budget : 7,3 millions d'euros
- Pays de production :  France
- Langue originale : français
- Genre : comédie
- Durée : 86 minutes
- Format : couleur
- Dates de sortie : 
  - France : 9 avril 2025

## Distribution
- Marilou Berry : Sœur Lucie
- Isabelle Nanty : Mère Henriette
- Evelyne Buyle : Sœur Charlotte
- Valérie Mairesse : Sœur Solange
- Barbara Bolotner : Sœur Constance
- Anne Benoît : Catherine
- Marc Ruchmann : Sébastien
- Anne Caillon : Nathalie
- David Salles : Père Benoît
- Jean-Louis Barcelona : le contrôleur de train
- Tatiana Rojo : l'infirmière
- Noémie Zeitoun : la caissière du supermarché
- Noémie Chicheportiche : la sœur de Lucie
- Dan Herzberg : l'inspecteur de police
- Enora Malagré : la gendarmette
- Jean Franco : Kevin
- Gauthier Battoue